# Синтерра Медиа
АО (JSC) «Синтерра Медиа» — специализированный телекоммуникационный оператор Логистики Медиаконтента для вещателей и операторов сетей ТВ-вещания.

## История
Компания была основана в 2006 году с целью развития медиа проектов группы компаний Синтерра.
В 2011 году Синтерра была поглощена МегаФоном.
В декабре 2013 года ОАО «МТТ» стало владельцем 60% акций ЗАО «Синтерра Медиа» и консолидировало 100% акций компании.
22 октября 2020 года ПАО «Ростелеком», ОАО «МТТ» и ЗАО «Медиа Коннект» заключили соглашение о продаже Ростелекому 100 % акций ЗАО «Синтерра Медиа».

## Собственники и руководство
ПАО «Ростелеком» - 100%.
Генеральный директор — Урьев Григорий Анатольевич.

## Деятельность
- АО «Синтерра Медиа» активно работает на рынке телекоммуникационных услуг для ТВ компаний и операторов сетей ТВ вещания на территории РФ и за рубежом. Сегодня «Синтерра Медиа» обладает самым мощным в РФ техническим центром обработки и распределения ТВ сигналов. Общее количество обслуживаемых в ЦФМП (Центре формирования медиапотоков) ТВ трактов (студийных, трансляционных, региональных, кабельных, эфирных, спутниковых) - более 1000.
- Клиентами Компании являются фактически все общефедеральные телекомпании и операторы платного ТВ, большинство крупных региональных вещателей, а также десятки иностранных вещателей и обладателей прав на контент.
- Компания является ключевым подрядчиком крупнейших правообладателей и вещателей при организации прямых ТВ-трансляций значимых спортивных и культурных событий, а также крупных политических событий (Олимпиады, Чемпионаты мира и Европы, турниры КХЛ и РФПЛ, Конкурс песен «Евровидение», Экономические форумы, Саммиты ШОС, АТЭС и др.).
- В Компании сформирована компетенция полного цикла для телекоммуникационного обслуживания всех этапов телевизионного производства и распространения медиаконтента.
- Компания оказывает услуги по размещению и обслуживанию аппаратно-программных комплексов вещателей и правообладателей, контролирует качество передаваемых сигналов вещания, адаптирует технические форматы сигналов для распространения по всем средам вещания, включая Интернет.
- АО «Синтерра Медиа» имеет уникальный опыт построения и эксплуатации специализированных комплексов логистики медиаконтента.